# Joaquín Varela
Joaquín Varela Moreno (Montevideo, Uruguay, 27 de junio de 1998) es un futbolista uruguayo. Juega como defensor y su equipo actual es el Deportivo Cali de la Categoría Primera A de Colombia.

## Trayectoria
Joaquín realizó las divisiones juveniles en Defensor Sporting. En el 2015 luego de su participación con la selección de Uruguay en el Sudamericano Sub-17 y ser capitán del club en Quinta División, entrenó 2 semanas a prueba en el Inter de Porto Alegre, pero regresó con una lesión.
El técnico Juan Tejera lo incluyó en la plantilla de jugadores para la Copa Sudamericana 2015, pero no fue convocado.
Fue ascendido al plantel absoluto para comenzar la pretemporada 2016. El 12 de enero de fue convocado para disputar la Copa Suat.
Debutó con el primer equipo el 13 de enero, en el Franzini contra el clásico rival, Danubio. Joaquín jugó como titular con el dorsal número 14, un partido muy parejo que comenzó entreverado y él se terminó afirmando muy bien, pero perdieron 1 a 0 con un gol en los minutos finales.
Para el primer partido del Torneo Clausura 2016, fue convocado, estuvo a la orden en el banco de suplentes, pero no tuvo minutos y perdieron contra Sud América.
Debutó oficialmente en la máxima categoría en la fecha 2, fue titular en la zaga para enfrentar a Racing en el Franzini, tuvo una aceptable actuación y jugó los 90 minutos pero perdieron 3 a 1. Joaquín disputó su primer partido con 17 años y 232 días, utilizó la camiseta número 14.

## Selección nacional
Joaquín ha sido parte de las selecciones juveniles de Uruguay en las categorías sub-15, sub-17 y sub-20.
Debutó con la Celeste, en la sub-15 el 29 de mayo de 2013, en una gira que realizaron por Azerbayián. Aprovechó su oportunidad y volvió a ser convocado.
Participó de la Copa México de Naciones Sub-15 de 2013 con Uruguay, lograron el subcampeonato al perder en la final contra Argentina.
También fue convocado para jugar en el Sudamericano Sub-15 del 2013, jugó 3 partidos, pero quedaron eliminados en primera ronda.
En el 2014 comenzó el proceso de la selección sub-17 a cargo de Santiago Ostolaza.
Viajó a Francia para jugar el Torneo Limoges, contra las selecciones Sub-18 de Ucrania, Francia y Canadá en carácter amistoso.
Jugó los 3 partidos del cuadrangular. A pesar de que Uruguay disputó el torneo con la sub-17, salió campeón con 5 puntos.
Fue incluido en la lista definitiva para jugar el Sudamericano Sub-17 en Paraguay. Debutó en el certamen continental el 6 de marzo de 2015, en el primer partido de la fase de grupos ante Bolivia, ganaron 4 a 1. El segundo partido fue contra el clásico rival, Argentina, el marcador se abrió al minuto 5 con un remate desde afuera del área de Federico Valverde, luego en el minuto 63 Tomás Conechny anotó el 1 a 1 para la albiceleste, pero sobre el final le hicieron un penal a Nicolás Schiappacasse y Valverde lo transformó en gol al minuto 76, ganaron 2 a 1. En el tercer partido, la Celeste le ganó 4 a 1 a Chile, clasificando al hexagonal final del torneo una fecha antes. Pero en la fase final la Celeste no fue tan efectiva y quedó en quinto lugar, sin oportunidad de clasificar al Mundial.
En la primera convocatoria del año, que se realizó el 2 de marzo de 2016, fue considerado por Fabián Coito para entrenar con la sub-20 por primera vez, junto a sus compañeros de club Agustín López, Robert Ergas y Wiston Fernández.
Jugó el primer amistoso de práctica del año, se enfrentaron a Boston River, Uruguay perdió 1 a 0 en los primeros 45 minutos, pero para el segundo tiempo el entrenador cambió todo el equipo y ese tiempo finalizó 1 a 1.
El 17 de marzo, fue llamado para jugar dos partidos amistosos internacionales en Asunción.
| Detalle de partidos con la Sub-17 | Detalle de partidos con la Sub-17 | Detalle de partidos con la Sub-17 | Detalle de partidos con la Sub-17 | Detalle de partidos con la Sub-17 | Detalle de partidos con la Sub-17       | Detalle de partidos con la Sub-17 | Detalle de partidos con la Sub-17 | Detalle de partidos con la Sub-17 | Detalle de partidos con la Sub-17 |
| N.º                               | Rival                             | Resultado                         | Fecha                             | Lugar                             | Competencia                             | Goles                             | Asistencias                       | Ref.                              |                                   |
| --------------------------------- | --------------------------------- | --------------------------------- | --------------------------------- | --------------------------------- | --------------------------------------- | --------------------------------- | --------------------------------- | --------------------------------- | --------------------------------- |
| 1                                 | Paraguay                          | 3:0 (0:0)                         | 13 de mayo de 2014                | Asunción Paraguay                 | Amistoso                                | -                                 | -                                 | 1                                 |                                   |
| 2                                 | Paraguay                          | 2:0 (1:0)                         | 15 de mayo de 2014                | Asunción Paraguay                 | Amistoso                                | -                                 | -                                 | 2                                 |                                   |
| 3                                 | Paraguay                          | 4:1 (1:1)                         | 28 de mayo de 2014                | Montevideo · Uruguay              | Amistoso                                | -                                 | -                                 | 3                                 |                                   |
| 4                                 | Chile                             | 2:1 (1:1)                         | 9 de setiembre de 2014            | Curicó · Chile                    | Amistoso                                | -                                 | -                                 | 4                                 |                                   |
| 5                                 | Chile                             | 2:1 (1:0)                         | 11 de setiembre de 2014           | Santiago · Chile                  | Amistoso                                | 8'                                | -                                 | 5                                 |                                   |
| 6                                 | Perú                              | 5:0 (2:0)                         | 23 de setiembre de 2014           | Lima · Perú                       | Amistoso                                | 50'                               | -                                 | 6                                 |                                   |
| 7                                 | Perú                              | 3:0 (3:0)                         | 25 de setiembre de 2014           | Lima · Perú                       | Amistoso                                | -                                 | -                                 | 7                                 |                                   |
| 8                                 | Ucrania                           | 2:2 (1:1)                         | 8 de octubre de 2014              | Limoges Francia                   | Amistoso Torneo Limoges                 | -                                 | -                                 | 9                                 |                                   |
| 9                                 | Francia                           | 3:1 (2:0)                         | 10 de octubre de 2014             | Limoges Francia                   | Amistoso Torneo Limoges                 | -                                 | -                                 | 9                                 |                                   |
| 10                                | Canadá                            | 1:1 (1:1)                         | 12 de octubre de 2014             | Limoges Francia                   | Amistoso Torneo Limoges                 | -                                 | -                                 | 10                                |                                   |
| 11                                | Perú                              | 3:0 (2:0)                         | 30 de octubre de 2014             | Montevideo · Uruguay              | Amistoso                                | 27'                               | -                                 | 11                                |                                   |
| 12                                | Perú                              | 4:1 (3:1)                         | 1 de noviembre de 2014            | Montevideo · Uruguay              | Amistoso                                | 18'                               | -                                 | 12                                |                                   |
| 13                                | Argentina                         | 2:0 (1:0)                         | 25 de noviembre de 2014           | Montevideo · Uruguay              | Amistoso                                | -                                 | -                                 | 13                                |                                   |
| 14                                | Argentina                         | 0:0 (0:0)                         | 27 de noviembre de 2014           | Montevideo · Uruguay              | Amistoso                                | -                                 | -                                 | 14                                |                                   |
| 15                                | Argentina                         | 2:2 (1:1)                         | 9 de diciembre de 2014            | Ezeiza Argentina                  | Amistoso                                | -                                 | -                                 | 15                                |                                   |
| 16                                | Argentina                         | 1:2 (0:1)                         | 11 de diciembre de 2014           | Ezeiza Argentina                  | Amistoso                                | -                                 | -                                 | 16                                |                                   |
| 17                                | Bolivia                           | 4:1 (1:0)                         | 6 de marzo de 2015                | Asunción Paraguay                 | Campeonato Sudamericano Fase de grupos  | -                                 | -                                 | 17                                |                                   |
| 18                                | Argentina                         | 2:1 (1:0)                         | 8 de marzo de 2015                | Luque Paraguay                    | Campeonato Sudamericano Fase de grupos  | -                                 | -                                 | 18                                |                                   |
| 19                                | Chile                             | 4:1 (2:0)                         | 12 de marzo de 2015               | Capiatá Paraguay                  | Campeonato Sudamericano Fase de grupos  | -                                 | -                                 | 19                                |                                   |
| 20                                | Ecuador                           | 0:1 (0:1)                         | 17 de marzo de 2015               | Luque Paraguay                    | Campeonato Sudamericano Hexagonal final | -                                 | -                                 | 20                                |                                   |
| 21                                | Colombia                          | 1:0 (0:0)                         | 20 de marzo de 2015               | Asunción Paraguay                 | Campeonato Sudamericano Hexagonal final | -                                 | -                                 | 21                                |                                   |
| 22                                | Brasil                            | 2:3 (0:1)                         | 23 de marzo de 2015               | Capiatá Paraguay                  | Campeonato Sudamericano Hexagonal final | -                                 | -                                 | 22                                |                                   |
| 23                                | Argentina                         | 2:1 (2:0)                         | 26 de marzo de 2015               | Asunción Paraguay                 | Campeonato Sudamericano Hexagonal final | -                                 | -                                 | 23                                |                                   |
| 24                                | Paraguay                          | 1:2 (0:1)                         | 29 de marzo de 2015               | Luque Paraguay                    | Campeonato Sudamericano Hexagonal final | -                                 | -                                 | 24                                |                                   |

### Participaciones en juveniles
| Competición                            | Sede     | Resultado     | Partidos | Goles |
| -------------------------------------- | -------- | ------------- | -------- | ----- |
| Copa México de Naciones Sub-15 de 2013 | México   | Subcampeón    | 6        | 0     |
| Campeonato Sudamericano Sub-15 de 2013 | Bolivia  | Primera fase  | 3        | 0     |
| Campeonato Sudamericano Sub-17 de 2015 | Paraguay | Quinto puesto | 8        | 0     |

## Estadísticas

### Clubes
Actualizado al 14 de agosto de 2016.
| Club                        | Div.          | Temporada     | Liga  | Liga  | Copas nacionales | Copas nacionales | Torneos internacionales | Torneos internacionales | Total | Total |
| Club                        | Div.          | Temporada     | Part. | Goles | Part.            | Goles            | Part.                   | Goles                   | Part. | Goles |
| --------------------------- | ------------- | ------------- | ----- | ----- | ---------------- | ---------------- | ----------------------- | ----------------------- | ----- | ----- |
| Defensor Sporting · Uruguay | 1.ª           | 2015/16       | 1     | 0     | -                | -                | 0                       | 0                       | 1     | 0     |
| Defensor Sporting · Uruguay | 1.ª           | 2016          | 0     | 0     | -                | -                | -                       | -                       | 0     | 0     |
| Defensor Sporting · Uruguay | Total club    | Total club    | 1     | 0     | 0                | 0                | 0                       | 0                       | 1     | 0     |
| Total carrera               | Total carrera | Total carrera | 1     | 0     | 0                | 0                | 0                       | 0                       | 1     | 0     |

### Selecciones
Actualizado al 22 de marzo de 2016.
Último partido citado: Paraguay - Uruguay
| Sub-15 · Uruguay | 2012/13       | -  | - | - | - | ?  | ? | ?  | ? |
| Sub-15 · Uruguay | 2013/14       | 3  | 0 | 6 | 0 | ?  | ? | 9  | 0 |
| Sub-15 · Uruguay | Total sel.    | 3  | 0 | 6 | 0 | 9  | 2 | 18 | 2 |
| Sub-17 · Uruguay | 2013/14       | -  | - | - | - | 3  | 0 | 3  | 0 |
| Sub-17 · Uruguay | 2014/15       | 8  | 0 | - | - | 13 | 4 | 21 | 4 |
| Sub-17 · Uruguay | Total sel.    | 8  | 0 | - | - | 16 | 4 | 24 | 4 |
| Sub-20 · Uruguay | 2015/16       | -  | - | - | - | 0  | 0 | 0  | 0 |
| Sub-20 · Uruguay | Total sel.    | -  | - | - | - | 0  | 0 | 0  | 0 |
| Total carrera | Total carrera | 11 | 0 | 6 | 0 | 25 | 6 | 42 | 6 |
| (1)Incluidos los datos del Campeonato Sudamericano Sub-15 (2013) y Campeonato Sudamericano Sub-17 (2015) (2)Incluidos los datos de la Copa México de Naciones Sub-15 (2013) |               |    |   |   |   |    |   |    |   |

## Palmarés

### Títulos amistosos
| Competición           | Equipo         | País    | Año  |
| --------------------- | -------------- | ------- | ---- |
| Torneo Limoges Sub-18 | Uruguay Sub-17 | Francia | 2014 |